# Journal für Buchdruckerkunst, Schriftgießerei und verwandte Fächer
Das Journal für Buchdruckerkunst, Schriftgießerei und verwandte Fächer war eine Zeitschrift, die auch als Journal für Buchdruckerkunst bezeichnet wurde. Das Fachblatt für Buchdruckereien und Schriftgießereien erschien in 86 Jahrgängen von Juli 1834 bis Dezember 1919, teils ohne Zählung zunächst im Verlag von Johann Heinrich Meyer in Braunschweig, der diese Reihe begründet hatte. Die ersten Ausgaben wurden auch bei J. H. Laarmann in Amsterdam gedruckt. Später wurde das Journal für Buchdruckerkunst in Groß-Lichterfelde bei Schlotke und zuletzt unter anderem in Berlin-Lichterfelde bei Unverdorben produziert.

## Herausgeber und Erscheinungsweise
Herausgeber waren der erst 22-jährige Johann Heinrich Meyer (1834–1863), der das Blatt gründete und anscheinend das Interesse der Verleger und die dynamische Entwicklung des Buch- und Druckgewerbes richtig eingeschätzt hatte. Anschließend durch Theodor Goebe (1871–1979), Hermann Smalian (1879–1881), Ferdinand Schlotke (1881–1901) und von 1901 bis 1919 Otto Schlotke. Einer der Redakteure war Albert Hoffmann, bevor dieser zu der von Carl Hofmann herausgegebenen Papier-Zeitung wechselte.
Die ersten Ausgaben erschienen als Monatsschriften in 12 Ausgaben im Jahr. Die Auflage lag bei 400 Exemplaren. Ab 1845 gab es 24 Ausgaben, die in je zwei Halbmonatsheften erschienen. Schließlich stieg die Auflagenzahl auf 1200 Exemplare, so dass die Hefte ab 1860 wöchentlich erschienen. Johann Heinrich Meyer hatte die Inhalte der Hefte so konzipiert, dass sie neben aktuellen Neuerungen praktische Informationen und historische Aspekte zur Technik der Druckerei, zu den Pressverfahren oder der Schriftbildentwicklung anbot. Daneben wurden auch Themen wie die Pressefreiheit oder sozialpolitische Entwicklungen der Branche behandelt. Es gab zahlreiche Abbildungen zur Drucktechnik sowie Schrift- und Druckmuster, die teilweise als Beilagen hinzugefügt wurden. Das Journal wurde ab 1886 offizielles Organ der „Deutschen Buchdruckergenossenschaft“ und des „Deutschen Buchdruckervereins“. Das Blatt ging im Dezember 1919 in der Reihe Deutscher Buch- und Steindrucker auf.

## Digitalisierte Jahresausgaben (Auswahl)
- Jahrgang 1834
- Jahrgang 1835
- Jahrgang 1836
- Jahrgang 1837
- Jahrgang 1838
- Jahrgang 1910